# 紅磡至灣仔航線

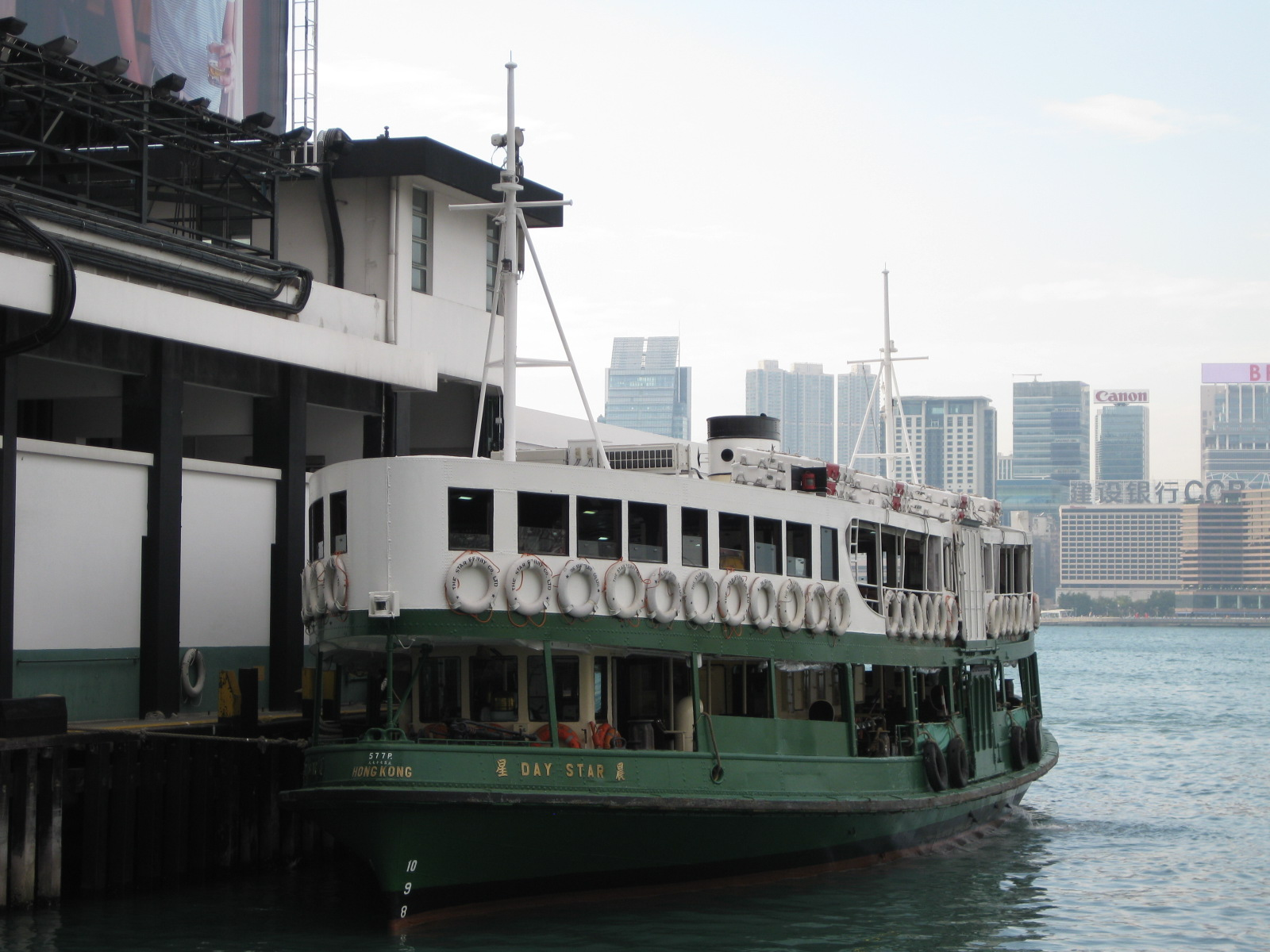
最后一天的紅磡至灣仔航線

紅磡至灣仔航線是一條天星小輪航線，來往紅磡碼頭至灣仔碼頭，但由於乘客量不足，本線在2011年4月1日起停辦。

## 營辦權
此航線於1963年11月12日首航，由油麻地小輪營辦，為第一代紅磡碼頭的首條航線。天星小輪自1999年4月1日開始接辦本線。
本航線連同紅磡至中環航線共用三艘船行走，但乘客量不足，本線每日只有約2,900多人次搭客，截至2010年累積虧損超過千萬港元，因而宣布於經營牌照在2011年3月31日屆滿後不再營辦。香港政府重新刊憲招標，但兩次招標仍沒有營辦商入標。運輸署決定放棄再為這條航線招標，航線已於2011年4月1日起停辦。

## 2019年短暫復辦

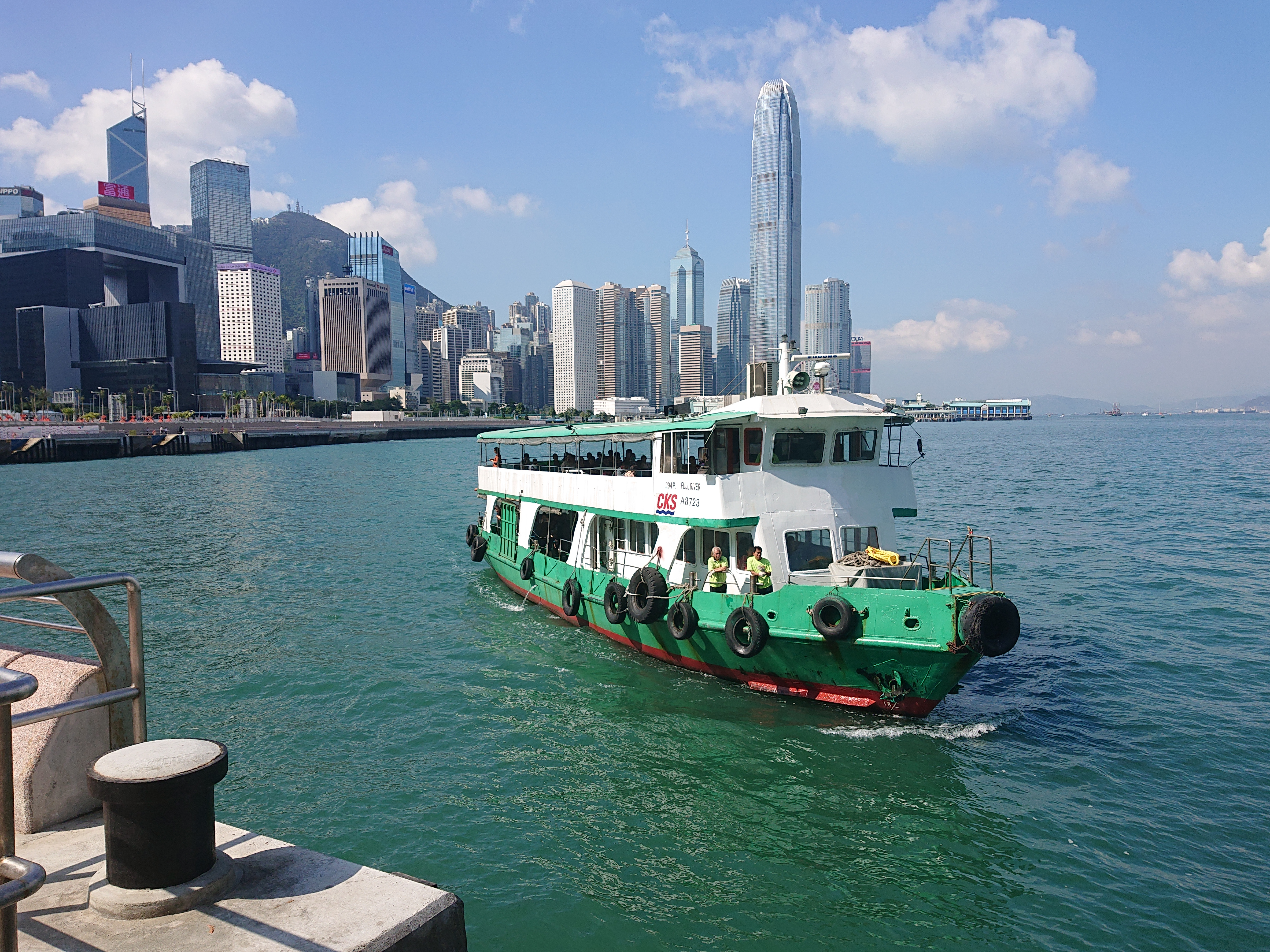
運輸署安排來往紅磡至灣仔的免費渡輪服務

2019年反修例期間紅隧被堵塞及破壞，運輸署由11月20日開始安排特別免費渡輪服務來往紅磡至灣仔，服務時間為上午七時至晚上七時，繁忙時間每三十分鐘一班。

## 航行時間表
| 由紅磡碼頭開出       | 由紅磡碼頭開出 |
| 服務時間             | 班次 (分鐘)    |
| 星期一至星期五       | 星期一至星期五 |
| -------------------- | -------------- |
| 06:56-07:36          | 20             |
| 07:36-09:36          | 15             |
| 09:36-19:36          | 20             |
| 星期六、日及公眾假期 |                |
| 06:56-18:16          | 20             |
| 18:16-19:00          | 22             |

| 由灣仔碼頭開出       | 由灣仔碼頭開出 |
| 服務時間             | 班次 (分鐘)    |
| 星期一至星期五       | 星期一至星期五 |
| -------------------- | -------------- |
| 07:08-07:48          | 20             |
| 07:48-09:48          | 15             |
| 09:48-19:48          | 20             |
| 19:48-20:10          | 22             |
| 星期六、日及公眾假期 |                |
| 07:08-18:28          | 20             |
| 18:28-18:50          | 22             |
| 18:50-19:10          | 20             |

## 收費
- 成人：$6.3
- 小童（3至12歲）：$3.2
- 殘疾人士：$3.2
- 65歲或以上高齡人士：免費
- 月票：$315（不限次數乘搭本航線及紅磡至中環航線）
- 沒有載貨單車（每輛）：$13